# Niemojew
Niemojew is een plaats in het Poolse district  Wieruszowski, woiwodschap Łódź. De plaats maakt deel uit van de gemeente Lututów en telt 180 inwoners.